# Чечевиця рожевогуза
Чечевиця рожевогуза (Carpodacus waltoni) — вид горобцеподібних птахів родини в'юркових (Fringillidae). Ендемік Китаю. Раніше вважався підвидом гімалайської чечевиці.

## Опис
Довжина птаха становить 12,5 см, вага 17 г. Виду притаманний статевий диморфізм. У самців щоки, горло, нижня частина тіла і надхвістя рожеві, над очима рожеві "брови". Лоб, тім'я і верхня частина тіла коричневі, окрема пера мають світлі края, через що спина виглядає плямистою. Через очі ідуть темні смуги. У самиць верхня частина тіла сірувато-коричнева, нижня частина тіла білувата. Очі червонувато-карі, дзьоб чорнуватий, лапи тілесно-чорні.

## Підвиди
Виділяють два підвиди:
- C. w. waltoni (Sharpe, 1905) — південно-східний Тибет;
- C. w. eos (Stresemann, 1930) — східний Тибет, південно-східний Цинхай, західний Сичуань, взимку також північно-західний Юньнань.

## Поширення і екологія
Рожевогузі чечевиці поширені на півночі Центрального Китаю, на південному сході Внутрішньої Монголії, на півночі Хубею, Шаньсі і Шеньсі. Вони живуть у високогірних чагарникових заростях, на високогірних луках та серед скель, на висоті від 3950 до 4880 м над рівнем моря. Взимку мігрують в долини. Живляться переважно насінням.